# فرد كلارك (سياسي)
فرد كلارك (بالإنجليزية: Fred Clark)‏ هو سياسي أمريكي، ولد في 14 مايو 1959 في آن آربر في الولايات المتحدة. حزبياً، نشط في الحزب الديمقراطي. وقد انتخب عضو جمعية ولاية ويسكونسن.